# Julianne Moore
Julianne Moore, nome artístico de Julie Anne Smith (Fayeteville, 3 de dezembro de 1960) é uma escritora e atriz norte-americana prolífica no cinema desde o início da década de 1990. É particularmente conhecida por seus retratos de mulheres emocionalmente perturbadas, e já recebeu diversos prêmios, incluindo o Óscar de Melhor Atriz por seu trabalho no filme Still Alice (2014).
Depois de estudar teatro na Universidade de Boston, Moore começou sua carreira com vários papéis na televisão. De 1985 a 1988, ela era regular na soap opera As the World Turns, ganhando um Emmy por sua performance. Sua estreia no cinema foi em Tales from the Darkside: The Movie (1990), e ela continuou a desempenhar papéis pequenos - incluindo no thriller A Mão que Balança o Berço (1992). Moore recebeu pela primeira vez a atenção da crítica com Short Cuts  (1993) de Robert Altman, e apresentações sucessivas em Vanya on 42nd Street (1994) e Safe (1995). Papéis principais em Nove Meses (1995) e O Mundo Perdido: Jurassic Park (1997) estabeleceu-a como uma atriz principal em Hollywood, embora ela continuou a tomar papéis coadjuvantes. Julianne também escreve livros infantojuvenis.

## Biografia

### Carreira
Começou sua carreira como atriz em 1983 em papéis menores, antes de se juntar ao elenco da soap opera As the World Turns, trabalho que lhe rendeu um Emmy de melhor jovem atriz em série dramática do daytime, em 1988. Começou a fazer papéis coadjuvantes em filmes durante o início da década de 1990, como Benny e Joon, no qual faz a namorada de Aidan Quinn, conseguindo o reconhecimento em diversos filmes independentes, antes de sua performance em Boogie Nights, de 1997, lhe render uma indicação ao melhor atriz coadjuvante.

Moore no Festival de Veneza 2009

Seu sucesso continuou em filmes como The End of the Affair - que lhe rendeu uma segunda indicação ao Oscar, sendo a primeira na categoria de melhor atriz (principal) - e Magnolia, ambos de 1999. Por sua interpretação como uma mulher traída em Far from Heaven, de 2002, ela voltou a ser aclamada, recebendo diversos prêmios da crítica como melhor atriz, além de uma nova indicação ao Oscar de melhor atriz e a outras premiações do cinema, como o Globo de Ouro de melhor atriz em filme dramático e o SAG de melhor atriz de cinema. No mesmo ano ela recebeu uma outra indicação ao Oscar e ao SAG, porém na categoria de melhor atriz coadjuvante, por sua atuação em The Hours.
Em 2014 recebeu aclamação por parte da crítica, desta vez por sua atuação em Still Alice, obtendo a vitória sobre os mais importantes prêmios destinados aos profissionais do cinema, incluindo o Oscar de melhor atriz, o Globo de Ouro de melhor atriz em filme de drama, o SAG de melhor atriz em cinema e o BAFTA de melhor atriz em cinema, dentre outras conquistas. Moore continua atuando em diversos filmes, embora tenha explicado que reduziu o número de trabalhos dos quais tem participado para passar mais tempo com seus filhos.

### Vida pessoal
Julianne Moore nasceu no dia 3 de dezembro de 1960, na cidade de Fayetteville, Carolina do Norte, filha de um juiz militar, e de uma psicóloga. Julianne Moore tem um irmão, Peter Moore Smith III, que é um romancista e uma irmã chamada Valerie. Em função das atividades do pai, a família circulava pelo mundo e morou no Alasca, na França, na Alemanha e na América do Sul.
Em 1983, formou-se em arte dramática pela Universidade de Boston. Mudou-se para Nova York e começou a batalhar pela carreira de atriz, atuando em produções do circuito off-Broadway. Estreou na televisão em 1985, na série As the World Turns, que durou três anos.
Está casada com o diretor Bart Freundlich (nascido a 17 de janeiro de 1970), que a dirigiu em  The Myth of Fingerprints, World Traveler (br: Cidadão do Mundo) e Trust the Man (br: Totalmente Apaixonados). O casal está junto desde 1996, mas o casamento só aconteceu em 23 de agosto de 2003. Têm dois filhos, Caleb (4 de dezembro de 1997) e Liv Helen (11 de abril de 2002).

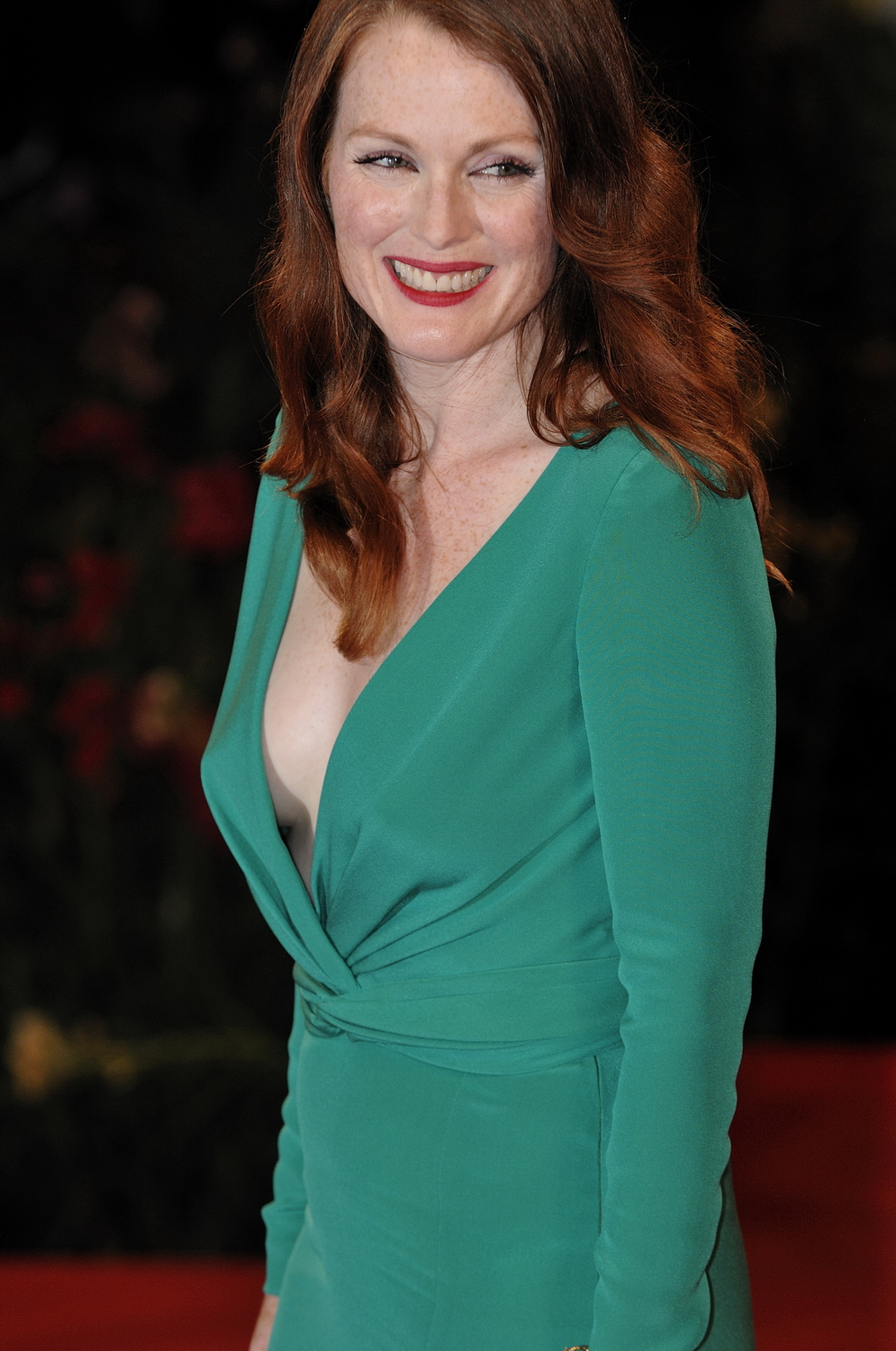
Julianne Moore no Festival de Veneza em 2009.

Foi indicada cinco vezes ao Oscar: três na categoria de melhor atriz (principal),  por The End of the Affair (br: Fim de Caso), de 1999, Far from Heaven (br: Longe do Paraíso), de 2002, e Still Alice (br: Para sempre Alice), de 2014; e duas na categoria de melhor atriz coadjuvante/secundária, por Boogie Nights (br: Boogie Nights – Prazer Sem Limites), de 1998, e The Hours (br/pt: As Horas), de 2002. Sua vitória se deu na 87.ª edição do Oscar, em 2015, na categoria de melhor atriz, pelo trabalho em Still Alice.
Escreveu um livro infantil, Freckleface Strawberry, que teve como data da publicação 16 de outubro de 2007. O livro conta a história de uma menininha ruiva que está querendo ser como todo mundo, uma corajosa menina de sete anos de idade, torna-se determinada a se livrar de suas sardas uma vez por todas, mas após uma série de tratamentos divertidos e disfarces, Freckleface Strawberry encontra um amigo que a aceita e que lhe dá o apoio que ela precisa para chegar a ser uma pessoa maravilhosa que ela é única e sempre será.

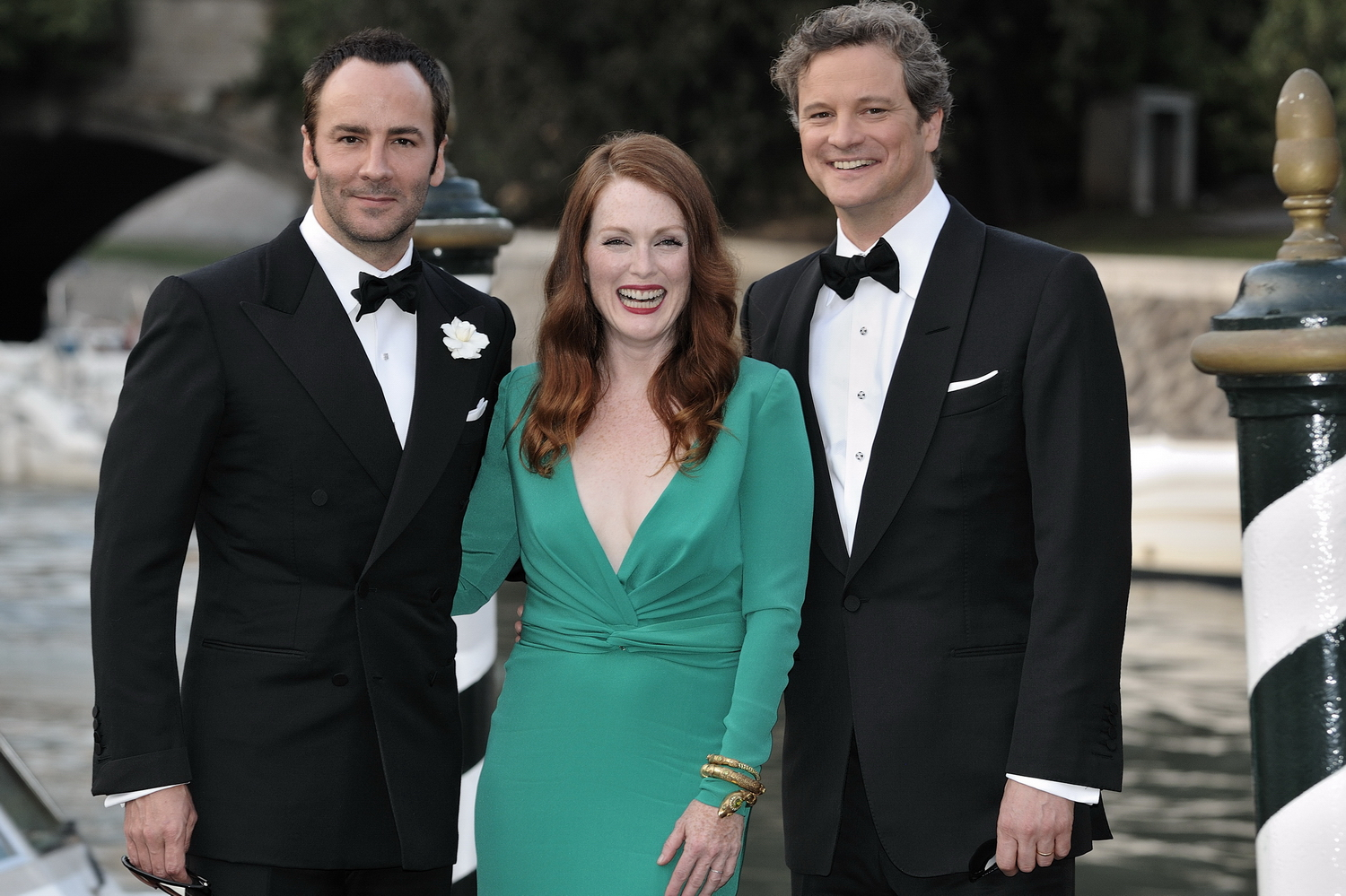
Com Tom Ford e Colin Firth no Festival de Veneza (2009).

Escreveu também a continuação deste livro, Freckleface Strawberry and the Bully Dodgeball, que teve publicação em abril de 2009. Desta vez, a sua personagem de sete anos de idade, encontra um tirano durante um jogo de queimada. Agora Freckleface e seus amigos precisam descobrir como enfrentar o valentão do playground, que quer enfrentá-los com a temida queimada em suas mãos.
Julianne Moore é a embaixadora na União Europeia da organização Save the Children, que trabalha com crianças e famílias em áreas rurais, com foco em alfabetização e educação na primeira infância. Ela lançou com sucesso o programa de Save the Children em 2008, na qual os ilustradores de livros infantis doaram obras de arte para cartões, com o objetivo de beneficiar a pobreza nos Estados Unidos.
Também é membro do Reach Out and Read, uma organização dedicada a alfabetização das crianças a educar os pais sobre a importância da leitura para os filhos.
No final de 2009 tornou-se garota-propaganda da joalheria Bulgari, posando nua para a campanha da grife.
Por ser filha de uma escocesa e para honrar sua falecida mãe, reclamou e recebeu em 2011 a cidadania britânica.
Em 13 de setembro de 2013, foi confirmada para o elenco de Jogos Vorazes: A Esperança - Partes 1 e 2, como a presidente Alma Coin, longas a serem lançados em 2014 e 2015, respectivamente.
A atriz possui uma estrela na Calçada da Fama em Hollywood.

## Filmografia

### Cinema
| Ano  | Título original                       | Título em português                                                         | Personagem                     | Notas            |
| ---- | ------------------------------------- | --------------------------------------------------------------------------- | ------------------------------ | ---------------- |
| 1990 | Tales from the Darkside: The Movie    | Contos da Escuridão                                                         | Susan Smith                    |                  |
| 1992 | The Gun in Betty Lou's Handbag        | Um Perigo de Mulher                                                         | Elinor                         |                  |
| 1992 | The Hand That Rocks the Cradle        | br: A Mão Que Balança o Berço / pt: A Mão que Embala o Berço                | Marlene Craven                 |                  |
| 1993 | Short Cuts                            | br: Short Cuts – Cenas da Vida / pt: Short Cuts – Os americanos             | Marian Wyman                   |                  |
| 1993 | The Fugitive                          | pt/br: O Fugitivo                                                           | Anne Eastman                   |                  |
| 1993 | Benny & Joon                          | br: Benny e Joon: Corações em Conflito                                      | Ruthie                         |                  |
| 1993 | Body of Evidence                      | br: Corpo em Evidência                                                      | Sharon Dulaney                 |                  |
| 1994 | Vanya on 42nd Street                  | Tio Vanya em Nova Iorque                                                    | Yelena                         |                  |
| 1995 | Assassins                             | pt/br: Assassinos                                                           | Electra (Anna)                 |                  |
| 1995 | Nine Months                           | br/pt: Nove Meses                                                           | Rebecca Taylor                 |                  |
| 1995 | Safe                                  | br: A Salvo ou Mal do Século                                                | Carol White                    |                  |
| 1995 | Roommates                             | Dupla Sem Par                                                               | Beth Holzcek                   |                  |
| 1996 | Surviving Picasso                     | br: Os Amores de Picasso / pt: Sobreviver a Picasso                         | Dora Maar                      |                  |
| 1997 | The Myth of Fingerprints              | O Mito das Digitais                                                         | Mia                            |                  |
| 1997 | Boogie Nights                         | br: Boogie Nights – Prazer sem Limites / pt: Jogos de Prazer                | Amber Waves/Maggie             |                  |
| 1997 | The Lost World: Jurassic Park         | br: O Mundo Perdido: Jurassic Park / pt: Parque Jurássico - O Mundo Perdido | Sarah Harding                  |                  |
| 1998 | Psycho                                | br: Psicose                                                                 | Lila Crane                     |                  |
| 1998 | The Big Lebowski                      | pt/br: O Grande Lebowski                                                    | Maude Lebowski                 |                  |
| 1998 | Chicago Cab                           |                                                                             | Vítima de estupro              |                  |
| 1999 | Cookie's Fortune                      | A Fortuna de Cookie                                                         | Cora Duvall                    | [ 9 ]            |
| 1999 | An Ideal Husband                      | br: O Marido Ideal / pt: Um Marido Ideal                                    | Laura Cheveley                 |                  |
| 1999 | A Map of the World                    | O Mapa do Mundo                                                             | Theresa Collins                |                  |
| 1999 | The End of the Affair                 | br: Fim de Caso / pt: Pelo Amor de Meu Amor                                 | Sarah Milles                   |                  |
| 1999 | Magnolia                              | pt/br: Magnólia                                                             | Linda Partridge                |                  |
| 2000 | The Ladies Man                        | br: O Tigrão                                                                | Audrey                         |                  |
| 2001 | Evolution                             | pt/br: Evolução                                                             | Allison Reed                   |                  |
| 2001 | The Shipping News                     | br: Chegadas e Partidas                                                     | Wavey Prouse                   |                  |
| 2001 | Hannibal                              |                                                                             | Clarice Starling               |                  |
| 2001 | World Traveler                        | Cidadão do Mundo                                                            | Dulcie                         |                  |
| 2002 | The Hours                             | br/pt: As Horas                                                             | Laura Brown                    |                  |
| 2002 | Far from Heaven                       | pt/br: Longe do Paraíso                                                     | Cathy Whitaker                 |                  |
| 2004 | Marie and Bruce                       | pt: Um Casal Surreal                                                        | Marie                          | Também produtora |
| 2004 | The Forgotten                         | pt/br: Os Esquecidos                                                        | Telly Paretta                  |                  |
| 2004 | Laws of Attraction                    | br: Leis da Atração                                                         | Audrey Woods                   |                  |
| 2005 | Trust the Man                         | br: Totalmente Apaixonados / pt: Jogos de Infidelidade                      | Rebecca                        |                  |
| 2005 | The Prize Winner of Defiance, Ohio    | br: The Prize Winner of Defiance, Ohio                                      | Evelyn Ryan                    |                  |
| 2006 | Children of Men                       | br: Filhos da Esperança / pt: Os Filhos do Homem                            | Julian Taylor                  |                  |
| 2006 | Freedomland                           | A Cor de Um Crime                                                           | Brenda Martin                  |                  |
| 2007 | I'm Not There                         | br: Não Estou Lá                                                            | Alice Fabian                   |                  |
| 2007 | Savage Grace                          | br: Pecados Inocentes                                                       | Barbara Baekeland              |                  |
| 2007 | Next                                  | br: O Vidente                                                               | Callie Ferris                  |                  |
| 2008 | Blindness                             | pt/br: Ensaio Sobre a Cegueira                                              | Mulher do médico               |                  |
| 2009 | A Single Man                          | br: Direito de Amar / pt: Um Homem Singular                                 | Charlotte (Charley)            |                  |
| 2009 | The Private Lives of Pippa Lee        | br: A Vida Íntima de Pipa Lee / pt: As Vidas Privadas de Pippa Lee          | Kit                            |                  |
| 2010 | Shelter                               | br: Identidade Paranormal                                                   | Cara Jessup                    |                  |
| 2010 | Chloe                                 | br: O Preço da Traição                                                      | Catherine                      |                  |
| 2010 | The Kids Are All Right                | br: Minhas Mães e Meu Pai / pt: Os Miúdos Estão Bem                         | Jules                          |                  |
| 2011 | Crazy, Stupid, Love                   | br: Amor a Toda Prova                                                       | Emily Weaver                   |                  |
| 2012 | Game Change                           | br: A Virada do Jogo                                                        | Sarah Palin                    |                  |
| 2012 | Being Flynn                           | br: A Família Flynn                                                         | Jody Flynn                     |                  |
| 2013 | What Maisie Knew                      | br: Pelos Olhos de Maisie                                                   | Susanna                        |                  |
| 2013 | The English Teacher                   | br: Adorável Professora / pt: Um Novo Final                                 | Linda Sinclair                 |                  |
| 2013 | Don Jon                               | br: Como Não Perder Esta Mulher                                             | Esther                         |                  |
| 2013 | Carrie                                | br: Carrie: A Estranha                                                      | Margaret White                 |                  |
| 2014 | Non-Stop                              | br: Sem Escalas                                                             | Jen Summers                    |                  |
| 2014 | Maps to the Stars                     | br: Mapa para as Estrelas                                                   | Havana Segrand                 |                  |
| 2014 | The Hunger Games: Mockingjay – Part 1 | br: Jogos Vorazes: A Esperança - Parte 1                                    | Alma Coin                      |                  |
| 2015 | The Seventh Son                       | br: O Sétimo Filho                                                          | Mãe Malkin                     |                  |
| 2015 | The Hunger Games: Mockingjay – Part 2 | br: Jogos Vorazes: A Esperança - Parte 2                                    | Alma Coin                      |                  |
| 2015 | Still Alice                           | br: Para Sempre Alice / pt: O Meu Nome É Alice                              | Dr. Alice Howland              |                  |
| 2015 | Freeheld                              | br: Amor Por Direito                                                        | Laurel Hester                  |                  |
| 2017 | Kingsman: The Golden Circle           | br: Kingsman: O Círculo Dourado                                             | Poppy                          |                  |
| 2018 | Gloria Bell                           |                                                                             | Gloria Bell                    | Também produtora |
| 2018 | Bel Canto                             |                                                                             | Roxanne Coss                   |                  |
| 2019 | After the Wedding                     |                                                                             | Theresa Young                  | Também produtora |
| 2019 | The Staggering Girl                   |                                                                             | Francesca Moretti              | Curta–metragem   |
| 2020 | The Glorias                           |                                                                             | Gloria Steinem                 |                  |
| 2021 | The Woman in the Window               | br: A Mulher na Janela / pt: A Mulher à Janela                              | Katherine Melli / Jane Russell |                  |
| 2021 | Dear Evan Hansen                      |                                                                             | Heidi Hansen                   |                  |
| 2023 | May December                          | br: Segredos de Um Escândalo                                                | Gracie Atherton-Yoo            |                  |
| 2024 | The Room Next Door                    | br: O Quarto ao Lado                                                        | Ingrid                         |                  |

### Televisão
| Ano  | Série         | Título em português | Personagem                            | Ref.   |
| ---- | ------------- | ------------------- | ------------------------------------- | ------ |
| 2010 | 30 Rock       | Um Maluco na TV     | Nancy Donovan                         | [ 10 ] |
| 2024 | Mary & George |                     | Mary Villiers, Condessa de Buckingham |        |

## Prêmios e Indicações

#### Oscar
| Ano  | Categoria                | Indicação             | Notas    |
| ---- | ------------------------ | --------------------- | -------- |
| 1998 | Melhor Atriz Coadjuvante | Boogie Nights         | Indicado |
| 2000 | Melhor Atriz             | The End of the Affair | Indicado |
| 2003 | Melhor Atriz             | Far From Heaven       | Indicado |
| 2003 | Melhor Atriz Coadjuvante | The Hours             | Indicado |
| 2015 | Melhor Atriz             | Still Alice           | Venceu   |

#### Primetime Emmy Awards
| Ano  | Categoria                               | Indicação   | Notas  |
| ---- | --------------------------------------- | ----------- | ------ |
| 2012 | Melhor Atriz em Minissérie ou Telefilme | Game Change | Venceu |

#### Daytime Emmy Awards
| Ano  | Categoria                             | Indicação          | Notas  |
| ---- | ------------------------------------- | ------------------ | ------ |
| 1988 | Melhor Atriz Jovem em Série Dramática | As the World Turns | Venceu |

#### Globo de Ouro
| Ano  | Categoria                                   | Trabalho               | Resultado |
| ---- | ------------------------------------------- | ---------------------- | --------- |
| 1998 | Melhor Atriz Coadjuvante em Cinema          | Boogie Nights          | Indicado  |
| 2000 | Melhor Atriz em Filme de Comédia ou Musical | An Ideal Husband       | Indicado  |
| 2000 | Melhor Atriz em Filme Dramático             | The End of the Affair  | Indicado  |
| 2003 | Melhor Atriz em Filme Dramático             | Far From Heaven        | Indicado  |
| 2010 | Melhor Atriz Coadjuvante em Cinema          | A Single Man           | Indicado  |
| 2011 | Melhor Atriz em Filme de Comédia ou Musical | The Kids Are All Right | Indicado  |
| 2013 | Melhor Atriz em Minissérie ou Telefilme     | Game Change            | Venceu    |
| 2015 | Melhor Atriz em Filme de Comédia ou Musical | Maps to the Stars      | Indicado  |
| 2015 | Melhor Atriz em Filme Dramático             | Still Alice            | Venceu    |
| 2024 | Melhor Atriz Coadjuvante em Cinema          | May December           | Indicado  |

#### BAFTA
| Ano  | Categoria    | Trabalho               | Resultado |
| ---- | ------------ | ---------------------- | --------- |
| 2000 | Melhor Atriz | The End of the Affair  | Indicado  |
| 2011 | Melhor Atriz | The Kids Are All Right | Indicado  |
| 2015 | Melhor Atriz | Still Alice            | Venceu    |

#### SAG Awards
| Ano  | Categoria                               | Trabalho               | Resultado |
| ---- | --------------------------------------- | ---------------------- | --------- |
| 1998 | Melhor Atriz Coadjuvante                | Boogie Nights          | Indicado  |
| 1998 | Melhor Elenco em Cinema                 | Boogie Nights          | Indicado  |
| 2000 | Melhor Elenco em Cinema                 | Magnolia               | Indicado  |
| 2000 | Melhor Atriz Coadjuvante                | Magnolia               | Indicado  |
| 2000 | Melhor Atriz Principal                  | The End of the Affair  | Indicado  |
| 2003 | Melhor Atriz Principal                  | Far From Heaven        | Indicado  |
| 2003 | Melhor Atriz Coadjuvante                | The Hours              | Indicado  |
| 2003 | Melhor Elenco em Cinema                 | The Hours              | Indicado  |
| 2011 | Melhor Elenco em Cinema                 | The Kids Are All Right | Indicado  |
| 2013 | Melhor Atriz em Minissérie ou Telefilme | Game Change            | Venceu    |
| 2015 | Melhor Atriz Principal                  | Still Alice            | Venceu    |